# Афонсу (кардинал)
Афо́нсу (порт. Afonso; 23 квітня 1509 — 21 квітня 1540) — португальський інфант, кардинал. Архієпископ Лісабонський (1523—1540), єпископ Гуардський (1516—1519), Візеуський (1519—1523), Еворський (1523—1540). Представник Авіської династії. Народився в Еворі, Португалія. Третій син португальського короля Мануела I й арагонської інфанти Марії. Рідний брат португальського короля Жуана ІІІ. Навчався при королівському дворі. Просувався по щаблях церковної ієрархії завдяки протекції батька і брата, всупереч церковному канонічному праву. У 3-річному віці вже мав титул апостольського протонотарія від папи Юлія ІІ (1512). За чотири роки поставлений єпископом (1516) і формальним кардиналом за понтифікату Лева Х (1517). З батькової волі став абатом Алкобаського монастиря й Коїмбрського монастиря Святого Хреста. Після досягнення повноліття офіційно отримав чин кардинала-диякона Церкви святої Луції (1525—1535). Згодом підвищений до кардинала-священика Церкви святих Івана і Павла (1535—1540). Запровадив реєстрацію хрещених у Лісабонській архідіоцезії, змінив сарумський обряд на римський (1536). Захищав місцеву церкву від реформаційних ідей. Помер у Лісабоні, Португалія. Похований у Лісабонському соборі, перепохований у Монастирі єронімітів.

## Імена
- Афо́нсу (порт. Afonso) — у португальських документах.
- Альфо́нс (лат. Alphonsus) — у латинських документах.
- Афо́нсу Аві́ський — за назвою династії.
- Афо́нсу I Візе́уський (порт. Afonso I de Viseu) — за назвою єпископства.
- Афо́нсу IV Гуа́рдський (порт. Afonso IV da Guarda) — за назвою єпископства.
- Афо́нсу III Ево́рський (порт. Afonso III de Évora) — за назвою єпископства.
- Афо́нсу II Лісабо́нський (порт. Afonso II de Lisboa) — за назвою архієпископства.
- Афо́нсу Португа́льський (порт. Afonso de Portugal) — за назвою країни.

## Життєпис
Афонсу народився 23 квітня 1509 року в Еворі, Португалія. Він був четвертим сином португальського короля Мануела I і його другої дружини, арагонської інфанти Марії. Хлопець не мав шансів на успадкування престолу, тому йому приготували духовну кар'єру.
Афонсу навчався при португальському королівському дворі. Він опанував гуманітарні науки під керівництвом Айреша Барбоси й Андреша Резенде, а також класичні мови. Як зазначав Даміан де Гойш, майбутній кардинал був одним із найкращих знавців латини у країні.
1512 року король-батько Мануел звернувся до Святого Престолу з проханням призначити 3-річного Афонсу кардиналом. Папа Юлій II відмовився, посилаючись на те, що за канонічним правом такі посади надавалися лише зрілим мужам за 30 років. Втім, шануючи португальського короля, понтифік надав його синові почесний титул апостольського протонотарія.
1514 року король Мануел знову звернувся до Риму, куди направив багате посольство на чолі з Тріштаном де Кунєю. Він вдруге випрошував кардинальський чин для Афонсу. Посольські подарунки вразили римську курію й папу Лева X, який, врешті-решт погодився поставити Афонсу кардиналом.
9 вересня 1516 року 7-річного Афонсу поставили єпископом Іданським з катедрою в Гуарді. Оскільки він ще не досяг повноліття, то очолював діоцезію формально. Хлопець лише отримував з неї дохід, не здійснюючи жодних пасторських обов'язків. Фактичним керівником Гуардського єпископства був Мігел да Сілва.
1 липня 1517 року відбулася 5-та консисторія за понтифікату Лева Х, на якій 8-річного Афонсу обрали кардиналом. Ця консисторія була найбільшою з усіх які до того бачила Католицька церква. На ній призначили 31 кардинала — рекорд, подоланий лише 1946 року за понтифікату Пія XII.
Афонсу формально отримав титул кардинала-диякона Церкви святої Луції, але без офіційного кардинальського капелюха, який йому обіцяли після досягнення повноліття у 18 років. Тим не менш, у Португалії до хлопця ставилися й зверталися як до повноправного кардинала. Батько-король призначив свого сина абатом Алкобаського монастиря, Коїмбрського монастиря Святого Хреста й Тароцького монастиря святого Івана.
23 лютого 1519 року Афонсу перевели з Гуарди до Візеуського єпископства, яке він так само очолював формально.
20 лютого 1523 року, в зв'язку зі смертю лісабонського архієпископа Мартіню да Кошти, папа Адріан VI призначив 14-річного Афонсу новим архієпископом Лісабона. Це відбулося за протекції Жуана ІІІ, нового короля Португалії. Одночасно малолітній кардинал посів катедру Еворської діоцезії, вакантну з минулого року. Через малий вік він очолював ці єпископства формально. Афонсу призначив своїм вікарієм у Лісабонській архідіоцезії Фернана Гонсалвіша, соборного диякона, який керував пасторськими справами. Сам кардинал обрав своєю резиденцію Евору, так само як це згодом зробив його брат-інфант Енріке.
6 липня 1525 року 16-річний Афонсу нарешті отримав у Алмейріні червоний кардинальський капелюх від Святого Престолу. Він став офіційним кардиналом-дияконом Церкви святої Луції. Через десять років, 16 липня 1535 року, інфантові надали паллій, визнання чину лісабонського архієпископа. Ще через місяць, 13 серпня того ж року його підвищили до кардинала-священика Церкви святих Івана і Павла.
Незважаючи на сан кардинала, Афонсу не брав участі у конклавах. Зокрема, він пропустив збори 1521—1522 років, на якому обрали папу Адріана VI; конклав 1523 року, де папою став Клемент VII; конклав 1534 року, що обрав Павла III. Тим не менш, Афонсу брав активну участь у розбудові місцевої португальської церкви. Зокрема, 23 травня 1536 року в Португалії була запроваджена інквізиція, санкціонована папою Павлом ІІІ на прохання короля Жуана ІІІ.
25 серпня 1536 року на синоді Лісабонської архідіоцезії Афонсу прийняв два важливі рішення — запровадити реєстрацію хрещених, як того вимагали постанови Тридентського собору, та перейти на римський обряд замість англійсько-сарумського, прийнятого у столичній церкві від часу звільнення Лісабона 1147 року. Останнє рішення було відповіддю на акт про супрематію англійського короля Генрі VIII, який поклав початок розколу Англійської церкви із Римом.
Побоюючись поширення реформаційних ідей у Португалії, Афонсу наказав усім друкарям і торговцям книгами надавати каталоги продукції, яку вони публікували або продавали, на перевірку теологу Алвару Гомішу. Книги аналізувалися на предмет наявності єресей чи ідей німецько-протестантського походження. Небезпечні роботи вилучалися з обігу та заборонялися до продажу. Згодом цензурою друкованої продукції займалася інквізиція.
До заслуг Афонсу належить видання синодальних конституцій Еворської діоцезії та Лісабонської архідіоцезії. На базі розширеного видання першої були згодом прийняті конституції Візеуського єпископства.
Афонсу помер 21 квітня 1540 року, в Лісабоні, незадовго до дня свого народження. У ряді джерел датою його смерті називають 16 квітня, а місцем смерті — Евору. Кардинала поховали у столичному соборі, а згодом перепоховали у королівському пантеоні Монастиря єронімітів поруч із іншими представниками Авіської династії.

## Сім'я
- Батько: Мануел I (1469—1521), король Португалії (1495—1521)
- Матір: Марія (1482—1517), донька арагонського короля Фернандо ІІ
- Рідні брати і сестри:
  - Жуан III (1502—1557), король Португалії (1521—1557)
  - Ізабела (1503—1539) ∞ Карл V, імператор Священної Римської імперії
  - Беатриса (1504—1538) ∞ Карло III, герцог Савойський
  - Луїш (1506—1555), герцог Безький (1506—1555), конетабль Португалії, пріор Кратський
  - Фернанду (1507—1534), герцог Гуардський (1530—1534)
  - Марія (1511—1513), померла дитиною
  - Енріке (1512—1580), кардинал (1547—1580), король Португалії (1578—1580)
  - Дуарте (1515 —1540), герцог Гімарайнський (1537—1540)
  - Антоніу (1516), помер немовлям
- Зведені брати і сестри:
  - Мігел (1498—1500), принц Португальський (1499—1500)
  - Карлуш (1520—1521), помер немовлям
  - Марія (1521—1577), герцогиня Візеуська (1521—1577)

### Родовід
|  |                                        |  |  |  |  |  |  |  |  |  |  |  |  |  |  |  |
|  | 8. Дуарте, король Португалії           |  |  |  |  |  |  |  |  |  |  |  |  |  |  |  |
|  |                                        |  |  |  |  |  |  |  |  |  |  |  |  |  |  |  |
|  |                                        |  |  |  |  |  |  |  |  |  |  |  |  |  |  |  |
|  | 4. Фернанду, візеуський герцог         |  |  |  |  |  |  |  |  |  |  |  |  |  |  |  |
|  |                                        |  |  |  |  |  |  |  |  |  |  |  |  |  |  |  |
|  |                                        |  |  |  |  |  |  |  |  |  |  |  |  |  |  |  |
|  | 9. Леонора, арагонська інфанта         |  |  |  |  |  |  |  |  |  |  |  |  |  |  |  |
|  |                                        |  |  |  |  |  |  |  |  |  |  |  |  |  |  |  |
|  |                                        |  |  |  |  |  |  |  |  |  |  |  |  |  |  |  |
|  | 2. Мануел I, король Португалії         |  |  |  |  |  |  |  |  |  |  |  |  |  |  |  |
|  |                                        |  |  |  |  |  |  |  |  |  |  |  |  |  |  |  |
|  |                                        |  |  |  |  |  |  |  |  |  |  |  |  |  |  |  |
|  | 10. Жуан, португальський конетабль     |  |  |  |  |  |  |  |  |  |  |  |  |  |  |  |
|  |                                        |  |  |  |  |  |  |  |  |  |  |  |  |  |  |  |
|  |                                        |  |  |  |  |  |  |  |  |  |  |  |  |  |  |  |
|  | 5. Беатриса, португальська інфанта     |  |  |  |  |  |  |  |  |  |  |  |  |  |  |  |
|  |                                        |  |  |  |  |  |  |  |  |  |  |  |  |  |  |  |
|  |                                        |  |  |  |  |  |  |  |  |  |  |  |  |  |  |  |
|  | 11. Ізабела, барселуська графиня       |  |  |  |  |  |  |  |  |  |  |  |  |  |  |  |
|  |                                        |  |  |  |  |  |  |  |  |  |  |  |  |  |  |  |
|  |                                        |  |  |  |  |  |  |  |  |  |  |  |  |  |  |  |
|  | 1. Афонсу, лісабонський архієпископ    |  |  |  |  |  |  |  |  |  |  |  |  |  |  |  |
|  |                                        |  |  |  |  |  |  |  |  |  |  |  |  |  |  |  |
|  |                                        |  |  |  |  |  |  |  |  |  |  |  |  |  |  |  |
|  | 12. Хуан II, король Арагону            |  |  |  |  |  |  |  |  |  |  |  |  |  |  |  |
|  |                                        |  |  |  |  |  |  |  |  |  |  |  |  |  |  |  |
|  |                                        |  |  |  |  |  |  |  |  |  |  |  |  |  |  |  |
|  | 6. Фернандо II, король Арагону         |  |  |  |  |  |  |  |  |  |  |  |  |  |  |  |
|  |                                        |  |  |  |  |  |  |  |  |  |  |  |  |  |  |  |
|  |                                        |  |  |  |  |  |  |  |  |  |  |  |  |  |  |  |
|  | 13. Хуана Енрікес, мельгарська графиня |  |  |  |  |  |  |  |  |  |  |  |  |  |  |  |
|  |                                        |  |  |  |  |  |  |  |  |  |  |  |  |  |  |  |
|  |                                        |  |  |  |  |  |  |  |  |  |  |  |  |  |  |  |
|  | 3. Марія, арагонська інфанта           |  |  |  |  |  |  |  |  |  |  |  |  |  |  |  |
|  |                                        |  |  |  |  |  |  |  |  |  |  |  |  |  |  |  |
|  |                                        |  |  |  |  |  |  |  |  |  |  |  |  |  |  |  |
|  | 14. Хуан II, король Кастилії           |  |  |  |  |  |  |  |  |  |  |  |  |  |  |  |
|  |                                        |  |  |  |  |  |  |  |  |  |  |  |  |  |  |  |
|  |                                        |  |  |  |  |  |  |  |  |  |  |  |  |  |  |  |
|  | 7. Ізабела I, королева Кастилії        |  |  |  |  |  |  |  |  |  |  |  |  |  |  |  |
|  |                                        |  |  |  |  |  |  |  |  |  |  |  |  |  |  |  |
|  |                                        |  |  |  |  |  |  |  |  |  |  |  |  |  |  |  |
|  | 15. Ізабела, португальська інфанта     |  |  |  |  |  |  |  |  |  |  |  |  |  |  |  |
|  |                                        |  |  |  |  |  |  |  |  |  |  |  |  |  |  |  |
|  |                                        |  |  |  |  |  |  |  |  |  |  |  |  |  |  |  |

## У культурі

### Образотворче мистецтво

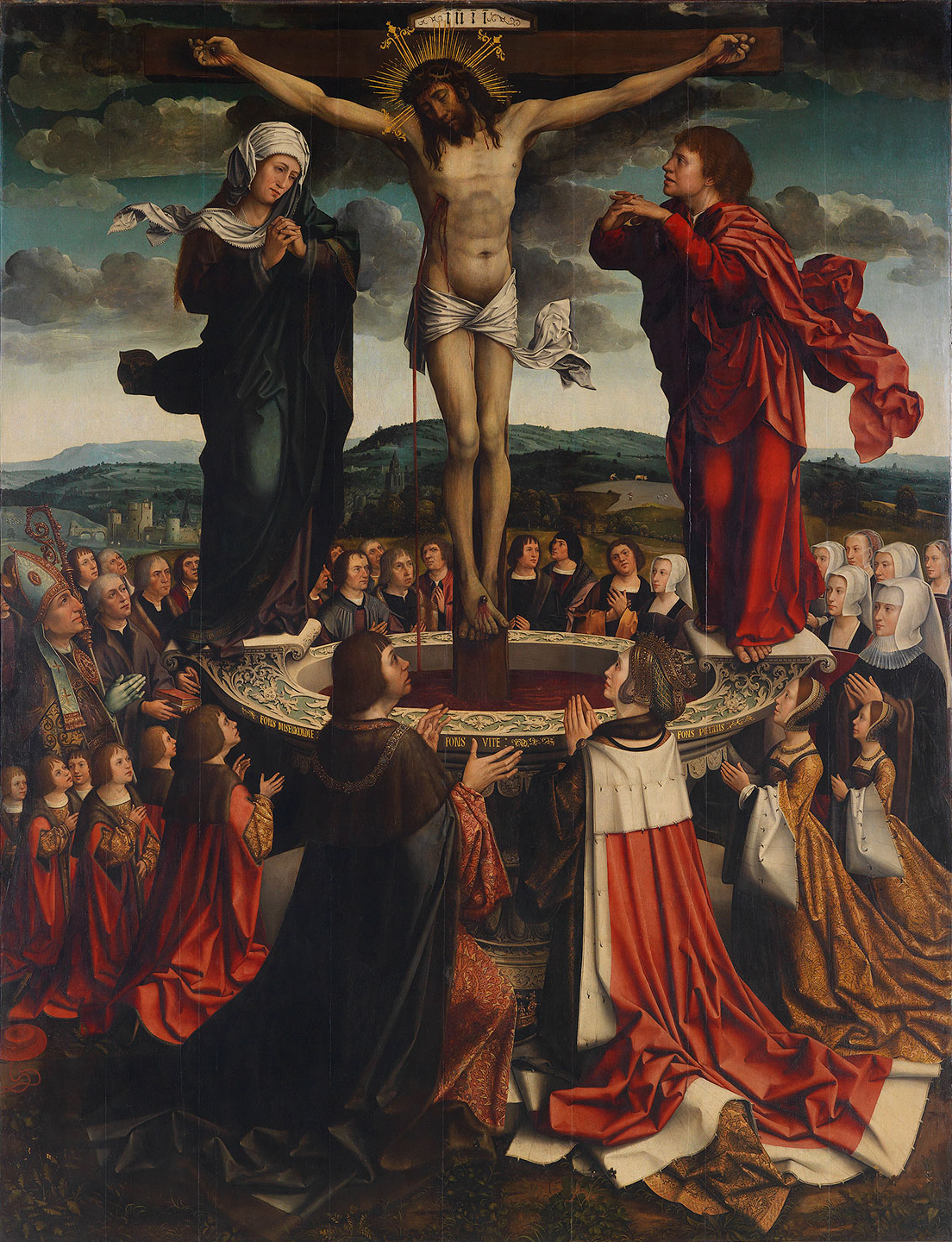
1517, К. де Котер
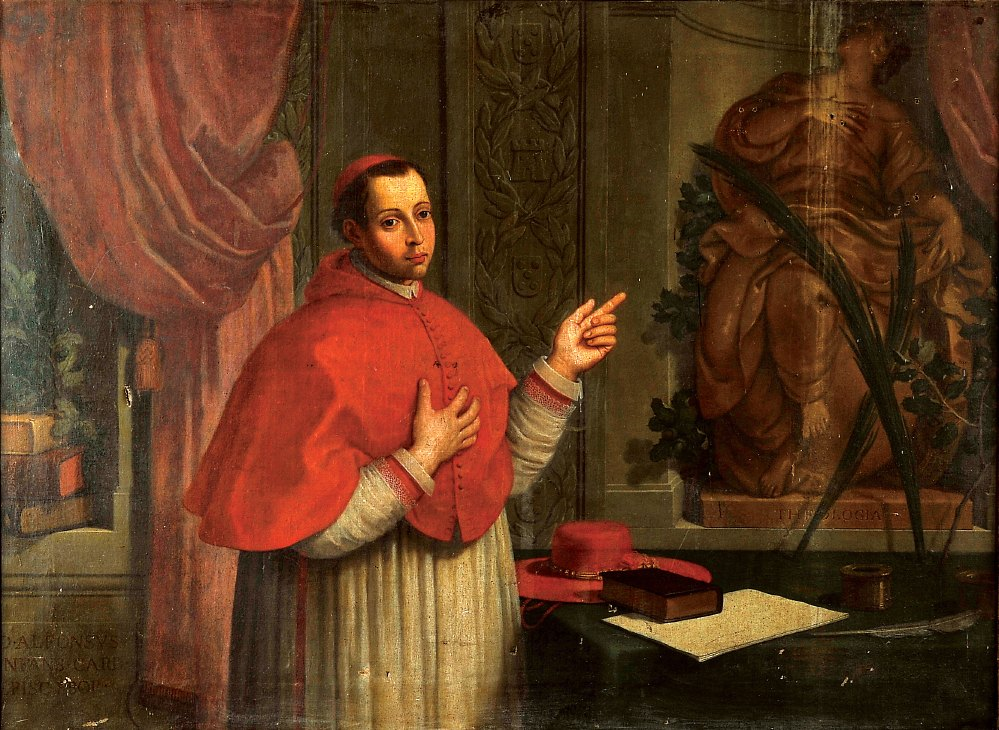
XVIII ст.
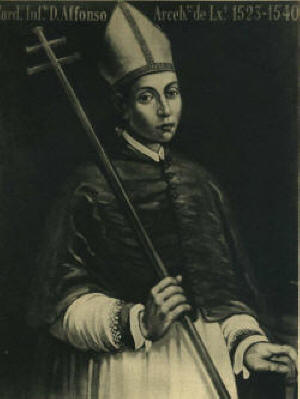
XVIII ст.